# Gran Premio de Australia de Motociclismo de 1998
El Gran Premio de Australia de Motociclismo de 1998 fue la decimotercera prueba del Campeonato del Mundo de Motociclismo de 1998. Tuvo lugar en el fin de semana del 2 al 4 de octubre de 1998 en el Circuito de Phillip Island, situado en Phillip Island, Australia. La carrera de 500cc fue ganada por Mick Doohan, seguido de Simon Crafar y Àlex Crivillé. Valentino Rossi ganó la prueba de 250cc, por delante de Loris Capirossi y Olivier Jacque. La carrera de 125cc fue ganada por Masao Azuma, Tomomi Manako fue segundo y Marco Melandri tercero.

## Resultados 500cc
| Pos.    | N.º | Piloto              | Constructor | Vueltas | Tiempo    | Parrilla | Pts. |
| ------- | --- | ------------------- | ----------- | ------- | --------- | -------- | ---- |
| 1       | 1   | Mick Doohan         | Honda       | 27      | 42:42.511 | 1        | 25   |
| 2       | 11  | Simon Crafar        | Yamaha      | 27      | +0.818    | 4        | 20   |
| 3       | 4   | Àlex Crivillé       | Honda       | 27      | +2.684    | 7        | 16   |
| 4       | 9   | Alex Barros         | Honda       | 27      | +2.727    | 5        | 13   |
| 5       | 5   | Norick Abe          | Yamaha      | 27      | +9.060    | 9        | 11   |
| 6       | 3   | Nobuatsu Aoki       | Suzuki      | 27      | +12.961   | 11       | 10   |
| 7       | 55  | Régis Laconi        | Yamaha      | 27      | +13.056   | 8        | 9    |
| 8       | 6   | Max Biaggi          | Honda       | 27      | +14.111   | 2        | 8    |
| 9       | 2   | Tadayuki Okada      | Honda       | 27      | +36.458   | 6        | 7    |
| 10      | 10  | Kenny Roberts, Jr.  | Modenas KR3 | 27      | +43.354   | 12       | 6    |
| 11      | 17  | Jurgen vd Goorbergh | Honda       | 27      | +1:00.551 | 15       | 5    |
| 12      | 19  | John Kocinski       | Honda       | 27      | +1:05.755 | 3        | 4    |
| 13      | 23  | Matt Wait           | Honda       | 27      | +1:07.659 | 17       | 3    |
| 14      | 33  | Mark Willis         | Suzuki      | 27      | +1:10.720 | 14       | 2    |
| 15      | 88  | Scott Smart         | Honda       | 27      | +1:30.432 | 19       | 1    |
| 16      | 14  | Juan Bautista Borja | Honda       | 26      | +1 Vuelta | 18       |      |
| Ret     | 22  | Sébastien Gimbert   | Honda       | 20      | Retirado  | 20       |      |
| Ret     | 57  | Fabio Carpani       | Honda       | 13      | Retirado  | 22       |      |
| Ret     | 42  | Craig Connell       | Honda       | 7       | Retirado  | 16       |      |
| Ret     | 28  | Ralf Waldmann       | Modenas KR3 | 6       | Accidente | 10       |      |
| Ret     | 18  | Garry McCoy         | Honda       | 4       | Retirado  | 21       |      |
| Ret     | 15  | Sete Gibernau       | Honda       | 2       | Accidente | 13       |      |
| DNS     | 8   | Carlos Checa        | Honda       |         | No empezó |          |      |
| Fuente: |     |                     |             |         |           |          |      |

- Pole Position: Mick Doohan, 1:33.162
- Vuelta Rápida: Simon Crafar, 1:33.868

## Resultados 250cc
| Pos.    | N.º | Piloto              | Constructor | Vueltas | Tiempo      | Parrilla | Pts. |
| ------- | --- | ------------------- | ----------- | ------- | ----------- | -------- | ---- |
| 1       | 46  | Valentino Rossi     | Aprilia     | 25      | 40:06.135   | 2        | 25   |
| 2       | 65  | Loris Capirossi     | Aprilia     | 25      | +1.339      | 1        | 20   |
| 3       | 19  | Olivier Jacque      | Honda       | 25      | +1.421      | 6        | 16   |
| 4       | 50  | Shinya Nakano       | Yamaha      | 25      | +8.461      | 3        | 13   |
| 5       | 5   | Tohru Ukawa         | Honda       | 25      | +30.795     | 7        | 11   |
| 6       | 4   | Stefano Perugini    | Honda       | 25      | +31.875     | 8        | 10   |
| 7       | 8   | Luis d'Antin        | Yamaha      | 25      | +42.304     | 11       | 9    |
| 8       | 6   | Haruchika Aoki      | Honda       | 25      | +42.740     | 5        | 8    |
| 9       | 12  | Noriyasu Numata     | Suzuki      | 25      | +42.773     | 15       | 7    |
| 10      | 37  | Luca Boscoscuro     | TSR-Honda   | 25      | +45.696     | 13       | 6    |
| 11      | 16  | Johan Stigefelt     | Suzuki      | 25      | +47.850     | 16       | 5    |
| 12      | 7   | Takeshi Tsujimura   | Yamaha      | 25      | +48.121     | 18       | 4    |
| 13      | 44  | Roberto Rolfo       | TSR-Honda   | 25      | +1:16.123   | 21       | 3    |
| 14      | 25  | Yasumasa Hatakeyama | Honda       | 25      | +1:16.438   | 17       | 2    |
| 15      | 18  | Osamu Miyazaki      | Yamaha      | 25      | +1:16.524   | 20       | 1    |
| 16      | 64  | Shaun Geronimi      | Yamaha      | 24      | +1 Vuelta   | 23       |      |
| 17      | 43  | David Horton        | Honda       | 24      | +1 Vuelta   | 25       |      |
| 18      | 22  | Matthieu Lagrive    | Honda       | 24      | +1 Vuelta   | 26       |      |
| 19      | 41  | Federico Gartner    | Aprilia     | 24      | +1 Vuelta   | 24       |      |
| 20      | 63  | Craig Frederickson  | Honda       | 24      | +1 Vuelta   | 28       |      |
| Ret     | 24  | Jason Vincent       | TSR-Honda   | 18      | Accidente   | 19       |      |
| Ret     | 9   | Jeremy McWilliams   | TSR-Honda   | 16      | Accidente   | 14       |      |
| Ret     | 21  | Franco Battaini     | Yamaha      | 16      | Accidente   | 10       |      |
| Ret     | 27  | Sebastián Porto     | Aprilia     | 16      | Retirado    | 9        |      |
| Ret     | 42  | William Strugnell   | Yamaha      | 15      | Retirado    | 27       |      |
| Ret     | 31  | Tetsuya Harada      | Aprilia     | 14      | Accidente   | 4        |      |
| Ret     | 17  | José Luis Cardoso   | Yamaha      | 9       | Retirado    | 12       |      |
| Ret     | 14  | Davide Bulega       | ERP Honda   | 9       | Retirado    | 22       |      |
| DNS     | 15  | Martin Craggill     | Aprilia     |         | No empezó   |          |      |
| DNQ     | 62  | Adam Brunskill      | Yamaha      |         | No calificó |          |      |
| Fuente: |     |                     |             |         |             |          |      |

- Pole Position: Loris Capirossi, 1:35.025
- Vuelta Rápida: Tetsuya Harada, 1:35.253

## Resultados 125cc
| Pos.    | N.º | Piloto               | Constructor | Vueltas | Tiempo    | Parrilla | Pts. |
| ------- | --- | -------------------- | ----------- | ------- | --------- | -------- | ---- |
| 1       | 20  | Masao Azuma          | Honda       | 23      | 38:56.336 | 4        | 25   |
| 2       | 3   | Tomomi Manako        | Honda       | 23      | +0.025    | 2        | 20   |
| 3       | 13  | Marco Melandri       | Honda       | 23      | +0.044    | 1        | 16   |
| 4       | 4   | Kazuto Sakata        | Aprilia     | 23      | +2.403    | 3        | 13   |
| 5       | 41  | Youichi Ui           | Yamaha      | 23      | +2.847    | 5        | 11   |
| 6       | 15  | Roberto Locatelli    | Honda       | 23      | +4.683    | 17       | 10   |
| 7       | 10  | Lucio Cecchinello    | Honda       | 23      | +5.204    | 12       | 9    |
| 8       | 39  | Jaroslav Huleš       | Honda       | 23      | +12.758   | 9        | 8    |
| 9       | 8   | Gianluigi Scalvini   | Honda       | 23      | +15.711   | 10       | 7    |
| 10      | 23  | Gino Borsoi          | Aprilia     | 23      | +22.620   | 19       | 6    |
| 11      | 26  | Ivan Goi             | Aprilia     | 23      | +24.381   | 18       | 5    |
| 12      | 32  | Mirko Giansanti      | Honda       | 23      | +24.415   | 6        | 4    |
| 13      | 29  | Ángel Nieto, Jr.     | Aprilia     | 23      | +24.795   | 20       | 3    |
| 14      | 9   | Frédéric Petit       | Honda       | 23      | +25.156   | 13       | 2    |
| 15      | 22  | Steve Jenkner        | Aprilia     | 23      | +25.254   | 21       | 1    |
| 16      | 5   | Masaki Tokudome      | Aprilia     | 23      | +28.938   | 16       |      |
| 17      | 17  | Enrique Maturana     | Yamaha      | 23      | +41.540   | 23       |      |
| 18      | 2   | Noboru Ueda          | Honda       | 23      | +41.615   | 11       |      |
| 19      | 19  | Andrea Ballerini     | Yamaha      | 23      | +42.645   | 14       |      |
| 20      | 45  | Jay Taylor           | Honda       | 23      | +54.654   | 24       |      |
| 21      | 7   | Emilio Alzamora      | Aprilia     | 23      | +1:01.832 | 22       |      |
| 22      | 65  | Andrea Iommi         | Honda       | 23      | +1:05.886 | 25       |      |
| 23      | 43  | Peter Galvin         | Honda       | 23      | +1:18.589 | 27       |      |
| Ret     | 44  | Judd Greedy          | Honda       | 22      | Retirado  | 29       |      |
| Ret     | 46  | Anthony West         | Honda       | 12      | Accidente | 26       |      |
| Ret     | 59  | Jerónimo Vidal       | Aprilia     | 12      | Accidente | 15       |      |
| Ret     | 21  | Arnaud Vincent       | Aprilia     | 12      | Retirado  | 8        |      |
| Ret     | 62  | Yoshiaki Katoh       | Yamaha      | 2       | Accidente | 7        |      |
| Ret     | 24  | Alessandro Romagnoli | Aprilia     | 2       | Retirado  | 28       |      |
| DNS     | 42  | Chedryian Bresland   | Honda       |         | No empezó |          |      |
| Source: |     |                      |             |         |           |          |      |

- Pole Position: Marco Melandri, 1:40.490
- Vuelta Rápida: Marco Melandri, 1:40.296